# Tadasu no mori

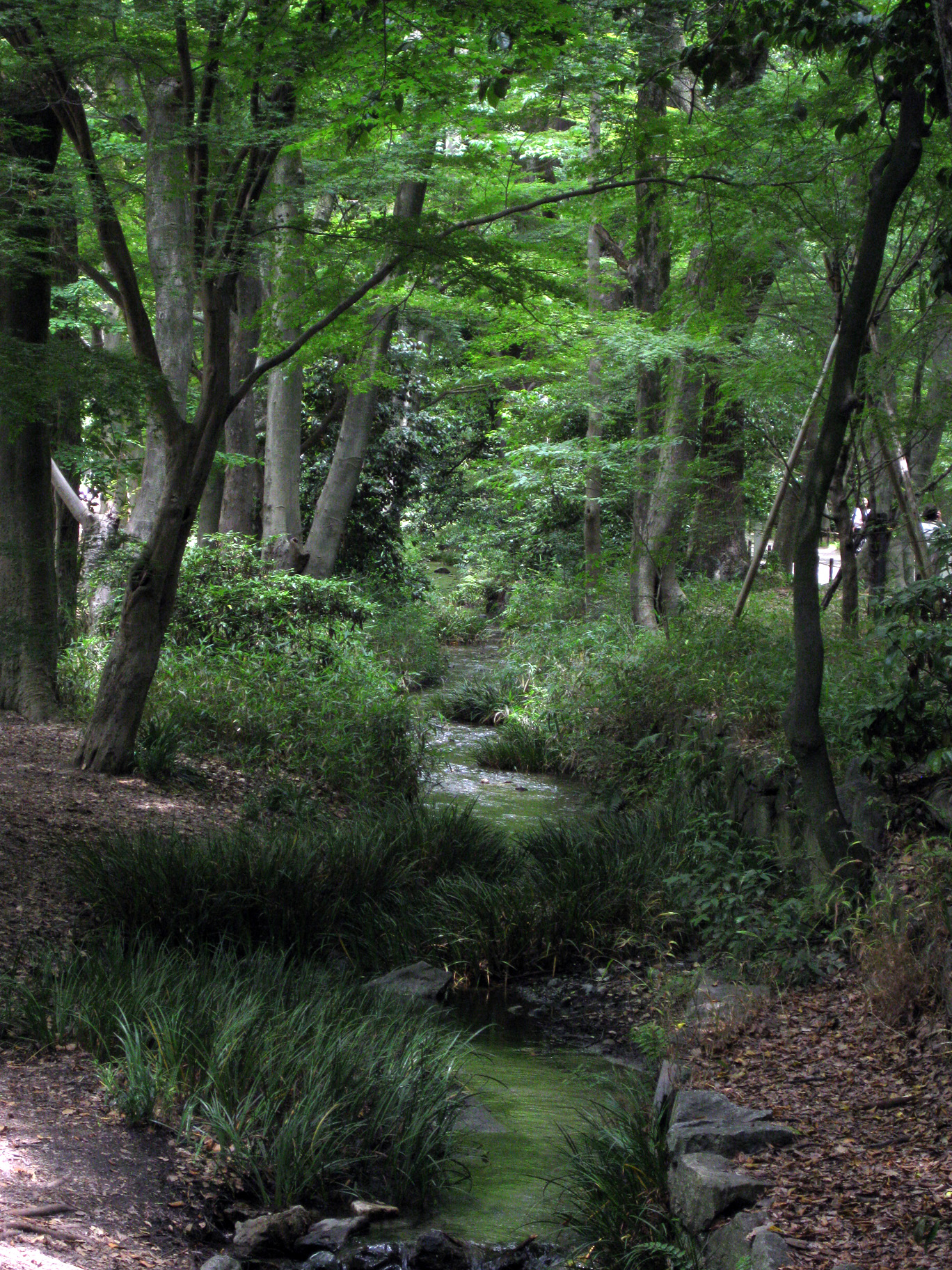
Alcuni alberi della foresta Tadusu no mori.

Il Tadasu no mori (糺の森? letteralmente "Foresta della verità") è un bosco sacro, situato nel punto in cui il fiume Kamo confluisce nel fiume Takano, nella parte nordorientale di Kyoto (Giappone).
L'area boscosa giace sui terreni del santuario di Shimogamo, uno dei diciassette siti storici a e intorno a Kyoto, che si crede abbiano il potere di proteggere la città dalle influenze maligne e che nel 1994 furono designati dall'UNESCO come Monumenti storici dell'antica Kyoto.
Anticamente la foresta si estendeva per circa 4.950.000 metri quadrati; purtroppo a causa delle guerre durante il Medioevo e di un editto nel 4º anno dell'era Meiji, fu ridotta all'area attuale di approssimativamente 124.000 metri quadrati. Si pensa che l'area dell'attuale foresta sia vergine e intatta e mai bruciata dalle guerre e rivolte che colpirono la città di Kyoto.